# Corny-sur-Moselle
Corny-sur-Moselle là một xã trong vùng Grand Est, thuộc tỉnh Moselle, quận Metz-Campagne, tổng Ars-sur-Moselle. Tọa độ địa lý của xã là 49° 02' vĩ độ bắc, 06° 03' kinh độ đông. Corny-sur-Moselle nằm trên độ cao trung bình là 180 mét trên mực nước biển, có điểm thấp nhất là 169 mét và điểm cao nhất là 360 mét. Xã có diện tích 8,2 km², dân số vào thời điểm 2005 là 2070 người; mật độ dân số là 252,4 người/km².

## Thông tin nhân khẩu
| 1962  | 1968  | 1975  | 1982  | 1990  | 1999  |
| ----- | ----- | ----- | ----- | ----- | ----- |
| 1.024 | 1.038 | 1.132 | 1.248 | 1.490 | 1.759 |